# BAFTA-galan 2013
Den 66:e upplagan av BAFTA-galan hölls i Royal Opera House, London den 10 februari 2013 och  belönade insatser inom filmer från 2012. Årets värd var Stephen Fry för åttonde gången.

## Vinnare och nominerade
Vinnarna listas i fetstil.
| Bästa film | Bästa regi |
| --- | --- |

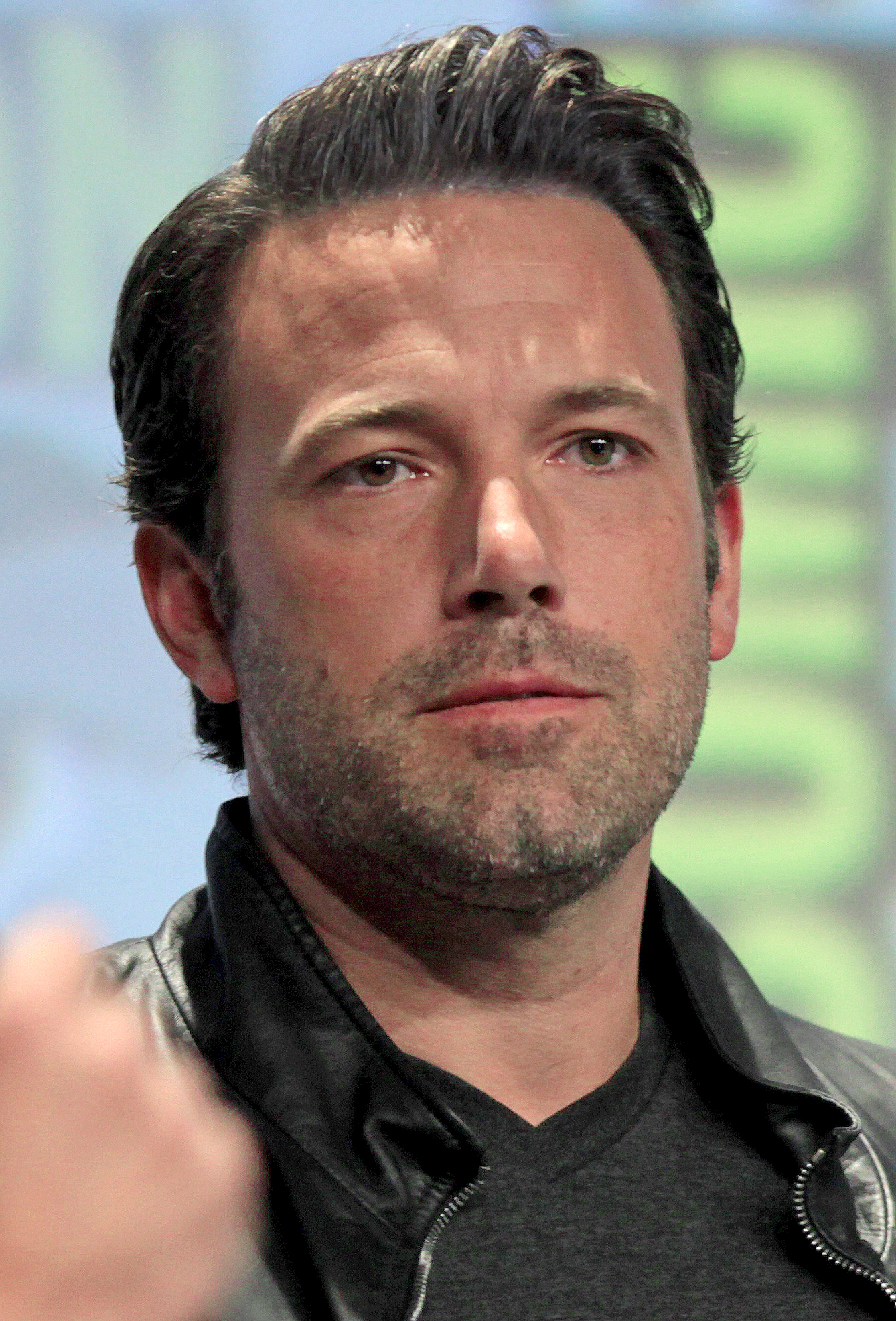
Ben Affleck
Bästa regi

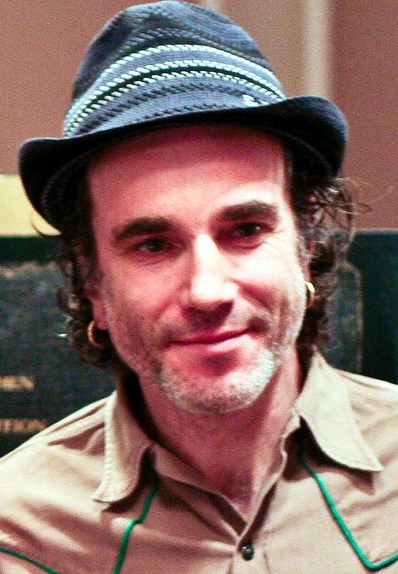
Daniel Day-Lewis
Bästa manliga huvudroll

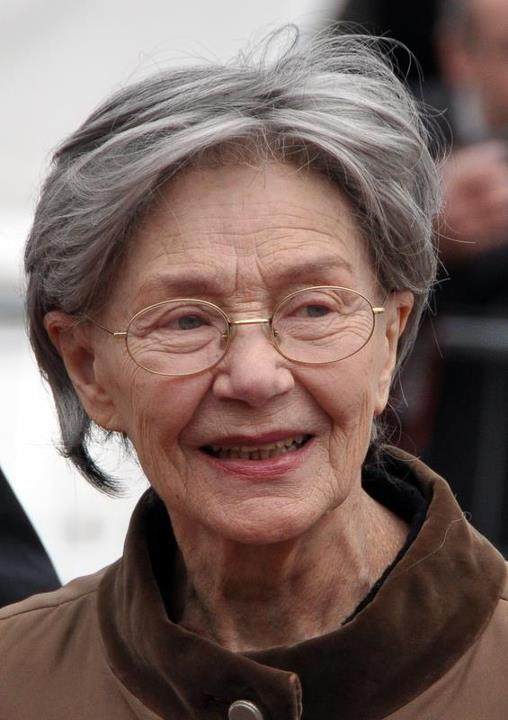
Emmanuelle Riva
Bästa kvinnliga huvudroll

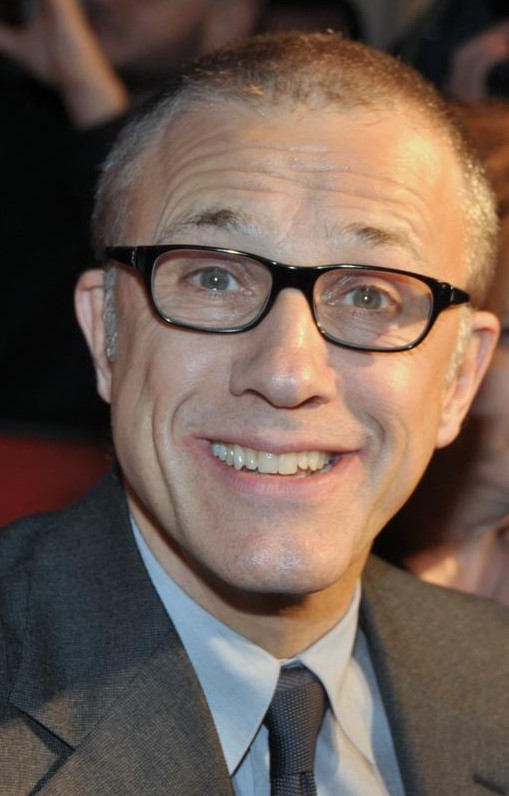
Christoph Waltz
Bästa manliga biroll

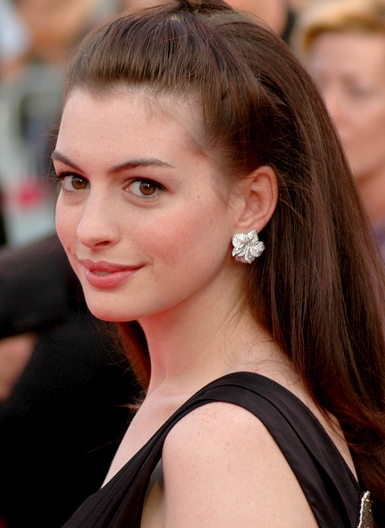
Anne Hathaway
Bästa kvinnliga biroll

| - Argo – Grant Heslov, Ben Affleck och George Clooney - Les Misérables – Tim Bevan och Eric Fellner och Debra Hayward och Cameron Mackintosh - Berättelsen om Pi – Gil Netter och Ang Lee och David Womark - Lincoln – Steven Spielberg och Kathleen Kennedy - Zero Dark Thirty – Kathryn Bigelow och Megan Ellison och Mark Boal | - Ben Affleck – Argo - Kathryn Bigelow – Zero Dark Thirty - Michael Haneke – Amour - Ang Lee – Berättelsen om Pi - Quentin Tarantino – Django Unchained |
| Bästa manliga huvudroll | Bästa kvinnliga huvudroll |
| - Daniel Day-Lewis – Lincoln - Ben Affleck – Argo - Bradley Cooper – Du gör mig galen! - Hugh Jackman – Les Misérables - Joaquin Phoenix – The Master | - Emmanuelle Riva – Amour - Jessica Chastain – Zero Dark Thirty - Marion Cotillard – Rust and Bone - Jennifer Lawrence – Du gör mig galen! - Helen Mirren – Hitchcock |
| Bästa manliga biroll | Bästa kvinnliga biroll |
| - Christoph Waltz – Django Unchained - Alan Arkin – Argo - Javier Bardem – Skyfall - Philip Seymour Hoffman – The Master - Tommy Lee Jones – Lincoln | - Anne Hathaway – Les Misérables - Amy Adams – The Master - Judi Dench – Skyfall - Sally Field – Lincoln - Helen Hunt – Mitt längtande hjärta |
| Bästa originalmanus | Bästa manus efter förlaga |
| - Django Unchained – Quentin Tarantino - Amour – Michael Haneke - The Master – Paul Thomas Anderson - Moonrise Kingdom – Wes Anderson och Roman Coppola - Zero Dark Thirty – Mark Boal | - Du gör mig galen! – David O. Russell - Argo – Chris Terrio - Beasts of the Southern Wild – Lucy Alibar och Benh Zeitlin - Berättelsen om Pi – David Magee - Lincoln – Tony Kushner |
| Bästa brittiska film | Bästa icke-engelskspråkiga film |
| - Skyfall – Sam Mendes, Michael G. Wilson, Barbara Broccoli, Neal Purvis, Robert Wade och John Logan - Anna Karenina – Joe Wright, Tim Bevan, Eric Fellner, Paul Webster och Tom Stoppard - Hotell Marigold – John Madden, Graham Broadbent, Peter Czernin och Ol Parker - Seven Psychopaths – Martin McDonagh, Graham Broadbent och Peter Czernin - Les Misérables – Tom Hooper, Tim Bevan, Eric Fellner, Debra Hayward, Cameron Mackintosh, William Nicholson, Claude-Michel Schönberg, Alain Boublil och Herbert Kretzmer | - Amour – Michael Haneke och Margaret Ménégoz - Huvudjägarna – Morten Tyldum, Marianne Gray och Asle Vatn - Jakten – Thomas Vinterberg, Sisse Graum Jørgensen och Morten Kaufmann - Rust and Bone – Jacques Audiard och Pascal Caucheteux - En oväntad vänskap – Eric Toledano, Olivier Nakache, Nicolas Duval-Adassovsky, Yann Zenou och Laurent Zeitoun |
| Bästa dokumentär | Bästa debut av en brittisk författare, regissör eller producent |
| - Searching for Sugar Man – Malik Bendjelloul och Simon Chinn - The Imposter – Bart Layton och Dimitri Doganis - Marley – Kevin Macdonald, Steve Bing och Charles Steel - McCullin – David Morris och Jacqui Morris - West of Memphis – Amy Berg | - The Imposter – Bart Layton och Dimitri Doganis - I Am Nasrine – Tina Gharavi - McCullin – David Manos Morris och Jacqui Morris - Mupparna – James Bobin - Wild Bill – Dexter Fletcher och Danny King |
| Bästa filmmusik | Bästa ljud |
| - Skyfall – Thomas Newman - Anna Karenina – Dario Marianelli - Berättelsen om Pi – Mychael Danna - Argo – Alexandre Desplat - Lincoln – John Williams | - Les Misérables – John Warhurst, Jonathan Allen, Lee Walpole, Mark Paterson, Simon Hayes och Andy Nelson - Django Unchained – Mark Ulano, Michael Minkler, Tony Lamberti och Wylie Stateman - Skyfall – Stuart Wilson, Scott Millan, Greg P. Russell, Per Hallberg och Karen Baker Landers - Hobbit: En oväntad resa – Chris Ward, Tony Johnson, Michael Semanick, Brent Burge, Christopher Boyes och Michael Hedges - Berättelsen om Pi – Philip Stockton, Drew Kunin, Eugene Gearty och Ron Bartlett |
| Bästa scenografi | Bästa foto |
| - Les Misérables – Eve Stewart och Anna Lynch-Robinson - Anna Karenina – Sarah Greenwood och Katie Spencer - Berättelsen om Pi – David Gropman och Anna Pinnock - Lincoln – Rick Carter och Jim Erickson - Skyfall – Dennis Gassner och Anna Pinnock | - Berättelsen om Pi – Claudio Miranda - Anna Karenina – Seamus McGarvey - Les Misérables – Danny Cohen - Lincoln – Janusz Kaminski - Skyfall – Roger Deakins |
| Bästa smink | Bästa kostym |
| - Les Misérables – Lisa Westcott och Julie Dartnell - Anna Karenina – Ivana Primorac - Hitchcock – Julie Hewett, Martin Samuel och Howard Berger - Hobbit: En oväntad resa – Peter King, Richard Taylor och Rick Findlater - Lincoln – Lois Burwell och Kay Georgiou | - Anna Karenina – Jacqueline Durran - Great Expectations – Beatrix Aruna Pasztor - Les Misérables – Paco Delgado - Lincoln – Joanna Johnston - Snow White and the Huntsman – Colleen Atwood |
| Bästa klippning | Bästa specialeffekter |
| - Argo – William Goldenberg - Zero Dark Thirty – Dylan Tichenor och William Goldenberg - Django Unchained – Fred Raskin - Berättelsen om Pi – Tim Squyres - Skyfall – Stuart Baird | - Berättelsen om Pi – Bill Westenhofer, Guillaume Rocheron, Erik De Boer och Donald Elliott - Avengers – Janek Sirrs, Jeff White, Guy Williams och Daniel Sudick - The Dark Knight Rises – Paul J. Franklin, Chris Corbould, Pete Bebb och Andrew Lockley - Hobbit: En oväntad resa – Joe Letteri, Eric Saindon, David Clayton och R. Christopher White - Prometheus – Richard Stammers, Charley Henley, Trevor Wood och Paul Butterworth                                                               |
| Bästa animerade film | Bästa animerade kortfilm |
| - Modig – Mark Andrews och Brenda Chapman - Frankenweenie – Tim Burton - ParaNorman – Chris Butler och Sam Fell | - The Making of Longbird – Will Anderson och Ainslie Henderson - Here to Fall – Kris Kelly och Evelyn McGrath - I'm Fine Thanks – Eamonn O'Neill |
| Bästa kortfilm | Rising Star Award |
| - Swimmer – Lynne Ramsay, Peter Carlton och Diarmid Scrimshaw - The Curse – Fyzal Boulifa och Gavin Humphries - Good Night – Muriel d'Ansembourg och Eva Sigurdardottir - Tumult – Johnny Barrington och Rhianna Andrews - The Voorman Problem – Mark Gill och Baldwin Li | - Juno Temple - Elizabeth Olsen - Andrea Riseborough - Suraj Sharma - Alicia Vikander |

### Academy Fellowship
- Alan Parker
- Michael Palin
- Gabe Newell

### Outstanding British Contribution to Cinema
- Tessa Ross

### Filmer med flera vinster
- 4 vinster: Les Misérables
- 3 vinster: Argo
- 2 vinster: Amour, Berättelsen om Pi, Django Unchained och Skyfall

### Filmer med flera nomineringar
- 10 nomineringar: Lincoln
- 9 nomineringar: Berättelsen om Pi och Les Misérables
- 8 nomineringar: Skyfall
- 7 nomineringar: Argo
- 6 nomineringar: Anna Karenina
- 5 nomineringar: Django Unchained och Zero Dark Thirty
- 4 nomineringar: Amour och The Master
- 3 nomineringar: Du gör mig galen! och Hobbit: En oväntad resa
- 2 nomineringar: Hitchcock, The Imposter, McCullin och Rust and Bone